# Llei 23/2018, de 29 de novembre, de la Generalitat, d'igualtat de les persones LGTBI
La Llei 23/2018, de 29 de novembre, de la Generalitat, d'igualtat de les persones LGTBI (coneguda com la Llei valenciana d'igualtat LGTBI) és una llei autonòmica que estableix mesures en l'àmbit educatiu, sanitari, laboral i de l'atenció social, destacant la prohibició de les teràpies de conversió.
Va ser aprovada per les Corts Valencianes el 21 de novembre de 2018, amb el suport de tots els partits excepte el Partit Popular de la Comunitat Valenciana, que es va abstindre.
El 2019 el govern espanyol encapçalat per Pedro Sánchez va qüestionar els articles 26 (sobre igualtat de tracte) i 60 (sobre les sancions) de la llei perquè creia que no eren competència del País Valencià. S'iniciaren negociacions mitjançant una comissió bilateral per a negociar un possible canvi d'aquests. Diverses organitzacions pels drets LGBT valencianes van mostrar la seua disconformitat amb aquesta decisió del govern espanyol.